# Слобідка-Гуменецька
Слобідка-Гуменецька — село в Україні, у Гуменецькій сільській територіальній громаді Кам'янець-Подільського району Хмельницької області.

## Назва
Початково у XIX столітті село називали «Триугольня». Назва «Триугольня»  найймовірніше з'явилось від форми корчми, що нагадує трикутник. Нова назва «Слобідка-Гуменецька» закріпилась на початку ХХ століття. Перша його частина – Слобідка, вказує на тип поселення у часи його заснування, друга – Гуменецька, на те, що воно було приписано до Гуменець.

## Географія
Подільське село Слобідка-Гуменецька розкинулось на подільській височині в південно-західній частині України. Село межує в східному напрямку з поселенням Першотравневим, яке відноситься до міста Кам'янець-Подільський. На півночі обмежується залізничною колією, а на заході автомобільною дорогою територіального значення Т 2321. Неподалік Слобідки-Гуменецької проходить автошлях національного значення Н03 Житомир — Чернівці.

### Клімат
Слобідка-Гуменецька знаходяться в межах вологого континентального клімату із теплим літом, але діяльність людини призводить до поганих змін та глобального потепління. Рівень наповнення річок водою по країні становить лише 20 % від необхідного стандарту. Для покращення ситуації варто було б відновлювати екосистеми та лісові насадження.

## Історія
У 1851 році Слобідка-Гуменецька вперше згадується у документах як окреме село. Орієнтиром, який відрізняв цей населений пункт, була корчма при дорозі, біля неї зупинялися на нічліг крамарі і купці, що їздили торгувати до міста та навколишніх сіл, її залишки збереглися і до нашого часу.
Зі спогадів старожили села Дирди Емілії, пані Росцишевська привезла селян на поселення, а на той час в селі проживали пани Бурденюк, Маньківський, Ясінський вони і купили в поміщиці цих селян для своїх угідь. За розпорядженням поміщиці Ідалії Росцишевської було переселено декілька сімейселян зі містечка Лянцкорунь Кам’янецького повіту.
На початку ХХ століття селі нараховувалося 27 дворів.
Внаслідок поразки визвольних змагань на початку XX століття, село надовго окуповане російсько-більшовицькими загарбниками.
Радянська окупація принесла колективізацію та розкуркулення, селяни зазнали репресій.
В 1932–1933 селяни села пережили Голодомор.
По закінченню Другої світової війни у 1946—1947 роках село вчергове пережило голод.
Село активно починає розвиватись у 70-80 роках, коли поряд в 1969 році, для своїх працівників, цементний завод зводить селище та вводить перші шість багатоповерхівки. За однією з версій, вибору місця розташування селища посприяв мешканець села, що працював на залізниці.
З 1991 року в складі незалежної України. З цього ж року в селі проводилась постійна катехизація римо-католиків Слобідки-Гуменецької та ще десятка сусідніх сіл.
У 1994 році зареєстровано парафіяльну спільноту та розпочато під опікою Романа Тварога будівництво мурованого костелу святого Йоана Хрестителя.
З 13 серпня 2015 року шляхом об'єднання Абрикосівської, Великозаліснянської, Голосківської, Гуменецької, Думанівської, Заліської Другої, Нігинської та Супрунковецької сільських рад село увійшло до складу Гуменецької сільської громади.

## Населення
За переписом населення України 2001 року в селі мешкало 818 осіб.
У 2015 році в селі проживало 713 осіб, населення скоротилось на 12,84 % порівняно зі 2001 роком.

### Мова
У селі поширені західноподільська говірка та південноподільська говірка, що відносяться до подільського говору, який належить до південно-західного наріччя.
Розподіл населення за рідною мовою за даними перепису 2001 року:
| Мова       | Кількість | Відсоток |
| ---------- | --------- | -------- |
| українська | 819       | 99.27%   |
| російська  | 6         | 0.73%    |
| Усього     | 825       | 100%     |

## Економіка
На території села зареєстровані:
- ТОВ Контактплюс
- ТОВ Кичера 8
- ПП Іпек
- ПТ Мир
- ФГ Ясінського[6]

## Інфраструктура
На території села діє: будинок культури, фельдшерський пункт, декілька магазинів, «Нова Пошта».

## Футбол
З 2008 року футбольна команда села бере участь у районному чемпіонаті з футболу.

## Релігія
- Костел Святого Йоана Хрестителя (РКЦ)

## Охорона природи
Село лежить у межах національного природного парку «Подільські Товтри».

## Відомі люди
- Володимир Іванович Качуровський (28 квітня 1941) — кандидат педагогічних наук (1978), професор (1992), заслужений учитель школи (1980), академік (з 23 квітня 1996 року).
- Самборський Андрій — український військовослужбовець, учасник російсько-української війна[7].